# Resolutie 563 Veiligheidsraad Verenigde Naties
Resolutie 563 van de Veiligheidsraad van de Verenigde Naties werd unaniem aangenomen op 21 mei 1985. De resolutie verlengde de UNDOF-waarnemingsmacht in de Golanhoogten met een half jaar.

## Achtergrond
Na de Jom Kipoeroorlog kwamen Syrië en Israël overeen de wapens neer te leggen. Een waarnemingsmacht van de Verenigde Naties moest op het uitvoeren van de twee gesloten akkoorden toezien. Tijdens de oorlog bezette Israël de Golanhoogten, die het in 1981 annexeerde.

## Inhoud
De Veiligheidsraad had het rapport van secretaris-generaal Javier Pérez de Cuéllar over de VN-waarnemingsmacht overwogen. 
De Veiligheidsraad besloot de partijen op te roepen onmiddellijk resolutie 338 uit 1973 uit te voeren, het mandaat van de macht met een periode van zes maanden te verlengen, tot 30 november 1985, en de secretaris-generaal te vragen tegen die tijd te rapporteren over de ontwikkelingen en de genomen maatregelen om resolutie 338 uit te voeren.

## Verwante resoluties
- Resolutie 557 Veiligheidsraad Verenigde Naties
- Resolutie 561 Veiligheidsraad Verenigde Naties
- Resolutie 564 Veiligheidsraad Verenigde Naties
- Resolutie 573 Veiligheidsraad Verenigde Naties

Lijst ·  560 ·  561 ·  562 ·  563 ·  564 ·  565 ·  566 ·  567 ·  568 ·  569 ·  570 ·  571 ·  572 ·  573 ·  574 ·  575 ·  576 ·  577 ·  578 ·  579 ·  580